# جنگ داخلی لائوس
جنگ داخلی لائوس در سال‌های ‎۱۹۵۳–۱۹۷۵ میان پاتت لائو، جنبشی کمونیستی (شامل بسیاری از مردم ویتنام شمالی با اصل و نسب لائو) و حکومت سلطنتی لائوس رخ داد. طرفین جنگ از حمایت ابرقدرت‌ها در طول جنگ سرد برخوردار بودند.